# Eddy Mazzoleni

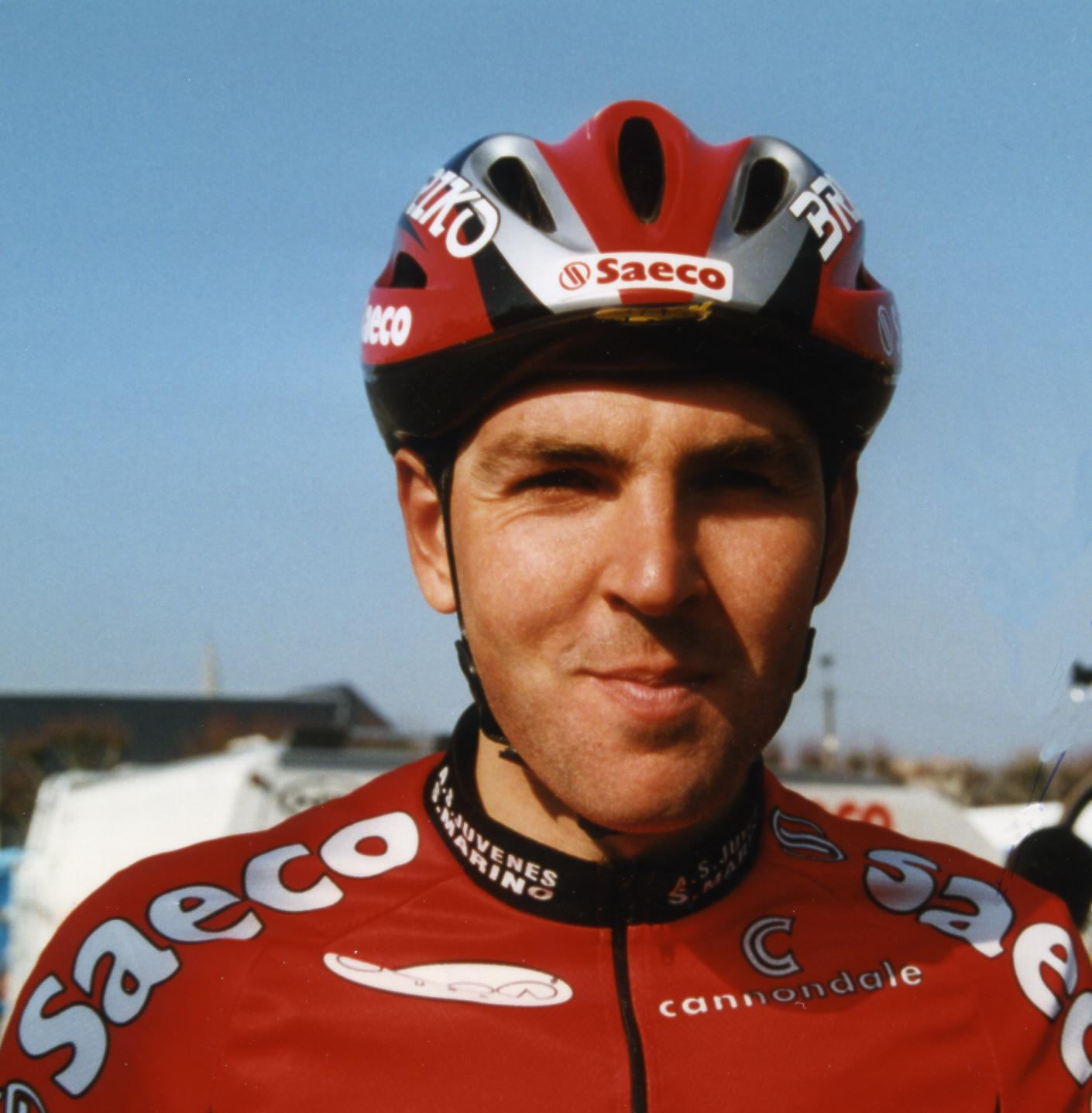
Eddy Mazzoleni

Eddy Mazzoleni (* 29. September 1973 in Bergamo) ist ein ehemaliger italienischer Radrennfahrer.

## Karriere
Eddy Mazzoleni wurde 1996 Profi beim italienisch-san-marinesischen Radsportteam Saeco, bei dem er bis 1999 blieb.
Sein größter Erfolg bei einem Eintagesrennen gelang ihm 2005 beim Giro del Veneto. Er nahm fünfmal an der Tour de France teil, die er viermal beendete, wobei der 13. Platz im Jahr 2005 sein bestes Ergebnis war.
Beim Giro d’Italia startete Mazzoleni sechsmal und konnte das Rennen jedes Mal zu Ende fahren. Nachdem zuvor seine beste Platzierung Rang zehn im Jahr Giro d’Italia 2003 war, wurde er 2007 im letzten Jahr seiner Karriere Dritter. Dabei lieferte Mazzoleni nach der Bergankunft auf dem Monte Zoncolan eine als verdächtige angesehene Dopingprobe ab, da diese abnormal niedrige Hormonwerte aufwies, was ein Indiz für die Nutzung Doping maskierender Präparate darstellen kann.
Mazzoleni arbeitete, wie viele andere Radsportler und Leichtathleten, nach Feststellungen des italienischen Radsportverbands FCI mit dem „Dopingarzt“ Dr. Santuccione zusammen und wurde deswegen zunächst von seinem letzten Team Astana 2007 und 2008 von der Sportgerichtsbarkeit für zwei Jahre gesperrt. Diesem wurde im Zuge der seit 2003 laufenden Ermittlungen "Oil for Drugs" vorgeworfen, Dopingmittel beschafft und verabreicht zu haben. Im Juni 2010 wurde Mazzoleni wegen des Handels mit Dopingsubstanzen zu einer Freiheitsstrafe von vier Monaten sowie 6500 Euro Geldstrafe verurteilt. Im gleichen Verfahren wurde auch seine Ehefrau Elisa, die Schwester des Radprofis Ivan Basso, vor einem Gericht in Bergamo zu einer einjährigen Haftstrafe verurteilt.
Noch vor dem offiziellen Ende seiner Radsportkarriere im Jahre 2008 eröffnete Eddy Mazzoleni in Curno das Ristorante Casanova.

## Erfolge
1995
- Neukaledonien-Rundfahrt
- eine Etappe Regio-Tour

2000
- eine Etappe Tour de Romandie
- eine Etappe Tour de Suisse

2003
- Schynberg-Rundfahrt

2005
- Giro del Veneto

## Grand-Tour-Platzierungen
| Grand Tour            | 1998 | 1999 | 2000 | 2001 | 2002 | 2003 | 2004 | 2005 | 2006 | 2007 |
| --------------------- | ---- | ---- | ---- | ---- | ---- | ---- | ---- | ---- | ---- | ---- |
| Giro d’ItaliaGiro     | –    | –    | 55   | –    | 15   | 10   | 21   | –    | –    | 3    |
| Tour de FranceTour    | 71   | –    | –    | –    | 70   | DNF  | –    | 13   | 27   | –    |
| Vuelta a EspañaVuelta | –    | –    | –    | –    | –    | –    | 70   | –    | –    | –    |